# Zikièmé
Zikièmé est une localité située dans le département de Boussouma de la province du Sanmatenga dans la région Centre-Nord au Burkina Faso.

## Économie
L'agro-pastoralisme est l'activité économique principale du village.

## Éducation et santé
Le centre de soins le plus proche de Zikièmé est le centre médical avec antenne chirurgicale (CMA) de Boussouma tandis que le centre hospitalier régional (CHR) se trouve à Kaya.
Le village possède un centre d'alphabétisation.